# Феликс (имя)
Фе́ликс (от лат. felix — «счастливый», «благополучный») — мужское русское личное имя латинского происхождения. Имя являлось эпитетом Марса и Суллы.
В Римской империи в качестве имени слово изначально практически не употреблялось, лишь изредка добавлялось к имени в качестве прозвища в значении «счастливый» («везунчик»), чтобы подчеркнуть удачливость или «непотопляемость» данного лица. Наиболее известным примером подобного рода является бессрочный римский диктатор Луций Корнелий Сулла по прозвищу Феликс или «Счастливый». Постепенно прозвище прикрепилось к его полному имени как второй когномен: Луций Корнелий Сулла Феликс.
Постепенный сдвиг в употреблении слова Felix в качестве имени произошёл примерно к первому веку до нашей эры. В таком же значении «счастливый» имя (или прозвище) Феликс стало даваться иноязычным рабам, и впоследствии удерживалось ими, если они становились вольноотпущенниками. Что интересно, у рабов, жизнь которых сложилась сравнительно удачно, в значении «счастливый» можно встретить не только имя Феликс, но также и Faustus (Фауст). В некоторых текстах или надгробных надписях можно встретить следующие упоминания об этих именах: Фауст, личный пекарь Тиберия Германика, и другой Фауст, управляющий парфюмерной лавкой своего хозяина Попилия, также некий Феликс, хранитель украшений Гая Юлия Цезаря, и другой Феликс, управитель владениями Тиберия Цезаря, и также ещё один Феликс, надсмотрщик в шерстобитных ткацких мастерских Мессалины. В отношении однокоренных женских имён можно встретить упоминание о том, что дочери одного раба из дома Цезарей звались соответственно Фортуната и Фелиция («счастливая»).
Наибольшую из античных рабов с таким именем известность получил Антоний Феликс, вольноотпущенник Антонии Младшей, правитель Иудеи.
Имя Феликс впоследствии вошло в христианский именослов, причём в славянских землях, где оно было заимствовано не прямо из латыни, а из среднегреческого с итацизмом на месте долгого e в первом слоге, оно до XVIII в. выступало в виде Филикс, также с рядом народных «искажений» (Филист, Финист). Имя Филикс носил наместник новгородского правительства в Двинской земле в начале XV в., упоминаемый в договоре Новгорода с немцами, его печать и берестяная грамота, адресованная ему, обнаружены при раскопках в Новгороде.
Имя было распространено среди евреев-ашкеназов Российской Империи как имя-кинуй, заменяющее имя Фейтель из языка идиш.